# Галапагоски ястреб
Галапагоският ястреб (Buteo galapagoensis) е голям ястреб, обитаващ островите Галапагос.

## Описание
Този ястреб е подобен по размер на Червеноопашатия мишелов (Buteo jamaicensis) и на мишелова Buteo swainsoni обитаващ Северна Америка. Неговата дължина, от клюна до опашката е около 55 cm, а размаха на крилете – около 120 cm.
В рамките на вида възрастния ястреб има различно оцветяване по перата. Възрастния галапагоски ястреб обикновено има тъмен, кафеникаво-черен цвят на перата, а гребена е малко по-черен от гърба. Перата по тялото му са частично оцветени в бледо-кафяво или сиво. Перата на опашката са сиво-сребристи отгоре и бели отдолу, а тези на крилете – по-бледи отгоре и черни отдолу, контрастиращи с бледи бразди. Очите им са кафяви, човката е сиво-черна, а краката – жълти.
Както при повечето грабливи птици, мъжкия ястреб е по-малък от женския. Младите ястреби обаче, изглеждат доста по-различно от възрастните по това, че те са добре покрити в кафяво с различни количества ивици в долната, и по-светли петна в горната си част. Очите им са светло сиво-кафяви, а човката е черна и сиво-синя в основата си. Краката им са бледо жълто-зелени. Когато оперението на незрял галапагоски ястреб стане много износено, бледите зони стават почти бели.
Галапагоският ястреб има широки крила и широка опашка. Този хищник притежава отлично зрение. Малките им изглеждат по по-различен начин от възрастните, защото те са по-тъмни и имат камуфлаж, които им помага в това те да са защитени от потенциални хищници, докато се развият напълно.

## Хранене
Този ястреб се храни предимно с насекоми, като скакалци, гигантски стоножки, малки гущери, змии и гризачи. Често е забелязван в близост до райони на гнездене на чайки, да краде техните яйца и новоизлюпени малки.